# Jake Luhrs
William Jacob "Jake" Luhrs  (nacido el 2 de febrero de 1985) es un vocalista y músico estadounidense, conocido por ser el vocalista principal de la banda de metalcore August Burns Red. También es el fundador y presidente de HeartSupport, una organización sin fines de lucro dedicada a la salud mental.

## Carrera
Luhrs se sintió impulsado a dedicarse a la música tras asistir a un concierto de Strike Anywhere, donde tuvo una memorable interacción con el cantante principal de la banda, Thomas Barnett. Entró en la escena musical en Columbia, Carolina del Sur, donde fue el líder de She Walks In Beauty. La banda lanzó dos EP en los que Luhrs participó, pero finalmente se disolvió. Tras la salida del vocalista Josh McManness, Luhrs contactó con August Burns Red a través de Myspace, lo que dio inicio a su carrera con la banda. Luhrs ha participado en todos los álbumes de ABR, excepto en Thrill Seeker de 2005 y Looks Fragile After All de 2003.
Luhrs ha participado como vocalista invitado, tanto en estudio como en directo, para bandas como Pierce the Veil, Blessthefall, y For Today. Luhrs, junto con Matt Greiner, JB Brubaker y miembros de We Came as Romans y Blessthefall, aparece en el vídeo "Save My Life" de Demons, la banda de metal parodia Amidst the Grave.

## Vida personal
Luhrs es un cristiano devoto. Pertenece a una iglesia no confesional y cursó el seminario en el Seminario Teológico Gordon-Conwell.
En 2011, Luhrs fundó HeartSupport, una organización sin fines de lucro dedicada a la salud mental que ofrece recursos y apoyo entre pares a personas de la comunidad musical que enfrentan adicciones, ansiedad, depresión y autolesiones.
Luhrs comenzó a usar el ejercicio físico para transformar su vida en 2015. Posteriormente, en 2021, abriría el gimnasio YourLife en Lancaster, Pensilvania, la ciudad natal de August Burns Red. El gimnasio abrió sus puertas en respuesta a la disrupción causada por la pandemia de COVID-19 y enfatiza la importancia de la salud tanto mental como física.

## Discografía
Con August Burns Red
- Messengers (2007)
- Constellations (2009)
- Leveler (2011)
- August Burns Red Presents: Sleddin' Hill (2012)
- Rescue & Restore (2013)
- Found in Faraway Places (2015)
- Phantom Anthem (2017)
- Guardians (2020)
- Death Below (2023)